# Köping (commune)
La commune de Köping est une commune suédoise du comté de Västmanland. En 2020, environ 26 170 personnes y vivaient. Son chef-lieu se situe à Köping.
Köping signifie le marché.

## Histoire
Mentionnée pour la première fois au XIIIe siècle, elle n'était pas encore une ville en tant que telle. Sa position centrale la rendit très importante pour le commerce entre les différentes parties du pays.
Tout comme le sud et le centre de la Suède, Köping fut évangélisée au XIe siècle. Une église, qui existe encore aujourd'hui, fut construite aux alentours de l'an 1300.
Köping devint officiellement une ville le 19 janvier 1474, en se voyant octroyer sa charte.
Au XVIIe siècle, la commune de Köping produisit de grandes quantités de fer, qui était exporté dans d'autres pays européens.
Au XIXe siècle, Köping devint une ville industrielle, avec un grand atelier mécanisé et un port prospère. En 1889, un incendie ravagea Köping, mais elle fut reconstruite en utilisant des pierres (et non plus du bois), sous la supervision de l'architecte Theodor Dahl.
Au XXe siècle, de nombreuses entreprises s'y établirent, comme Volvo qui y construisit une usine dans les années 1920, ainsi que le plus célèbre fabricant de lits de Suède, Hästens, en 1924 et un nombre important de négociants en or, dans les années 1940-1960.

## Personne célèbres
- Carl Wilhelm Scheele, chimiste du XVIIIe siècle qui découvrit l'oxygène en 1770 ;
- Richard Dybeck, un des auteurs de l'hymne national suédois.

## Localités principales
- Köping, chef-lieu
- Kolsva
- Munktorp